# تراموا زاگرب
تراموا زاگرب (انگلیسی: Trams in Zagreb) سیستم تراموا در شهر زاگرب، کرواسی است.
این تراموا که در سال ۱۸۹۱ تأسیس شده دارای ۱۹ خط، ۲۵۶ ایستگاه و ۱۱۶٫۳ کیلومتر طول می‌باشد.

## نگارخانه

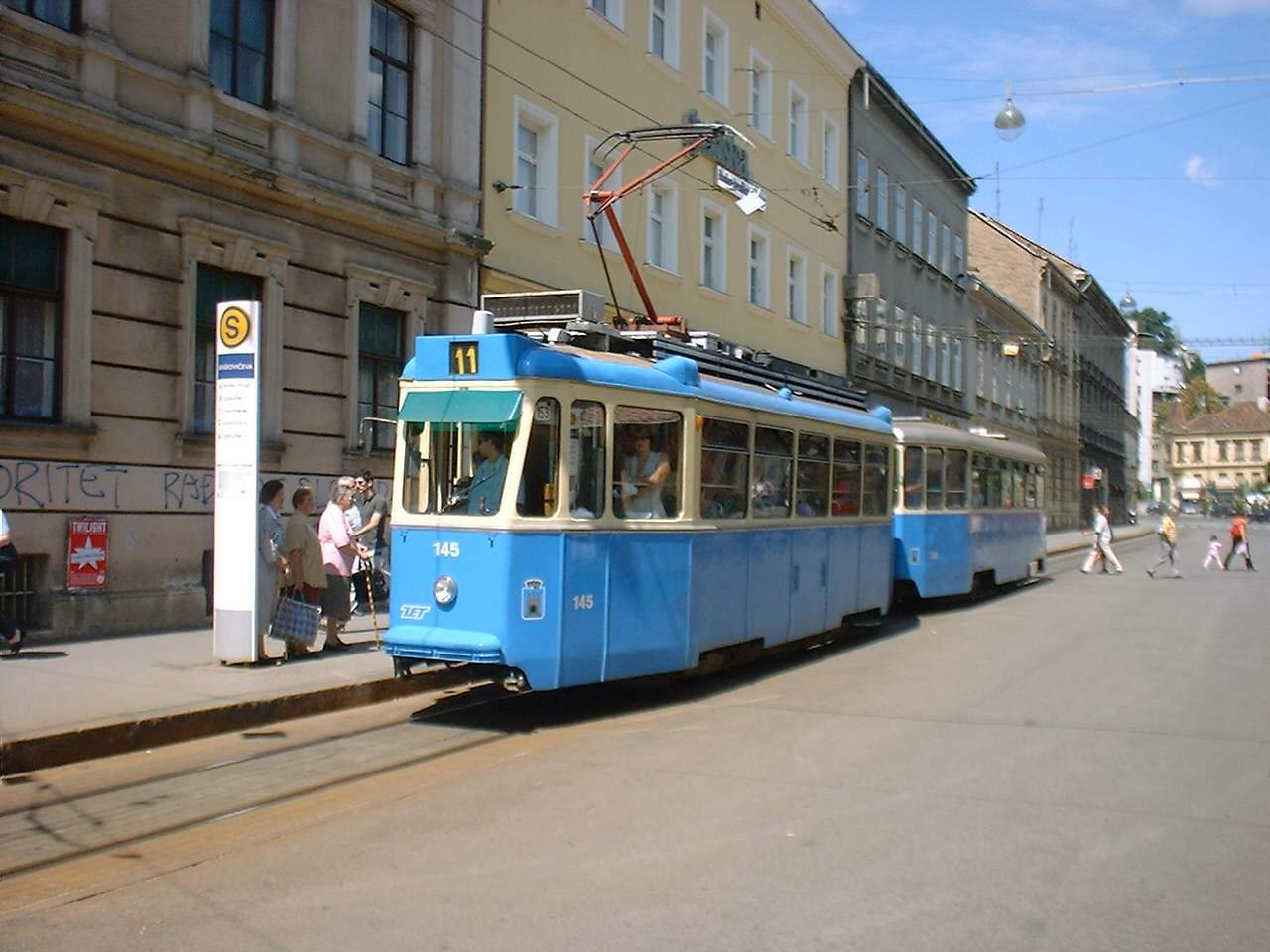
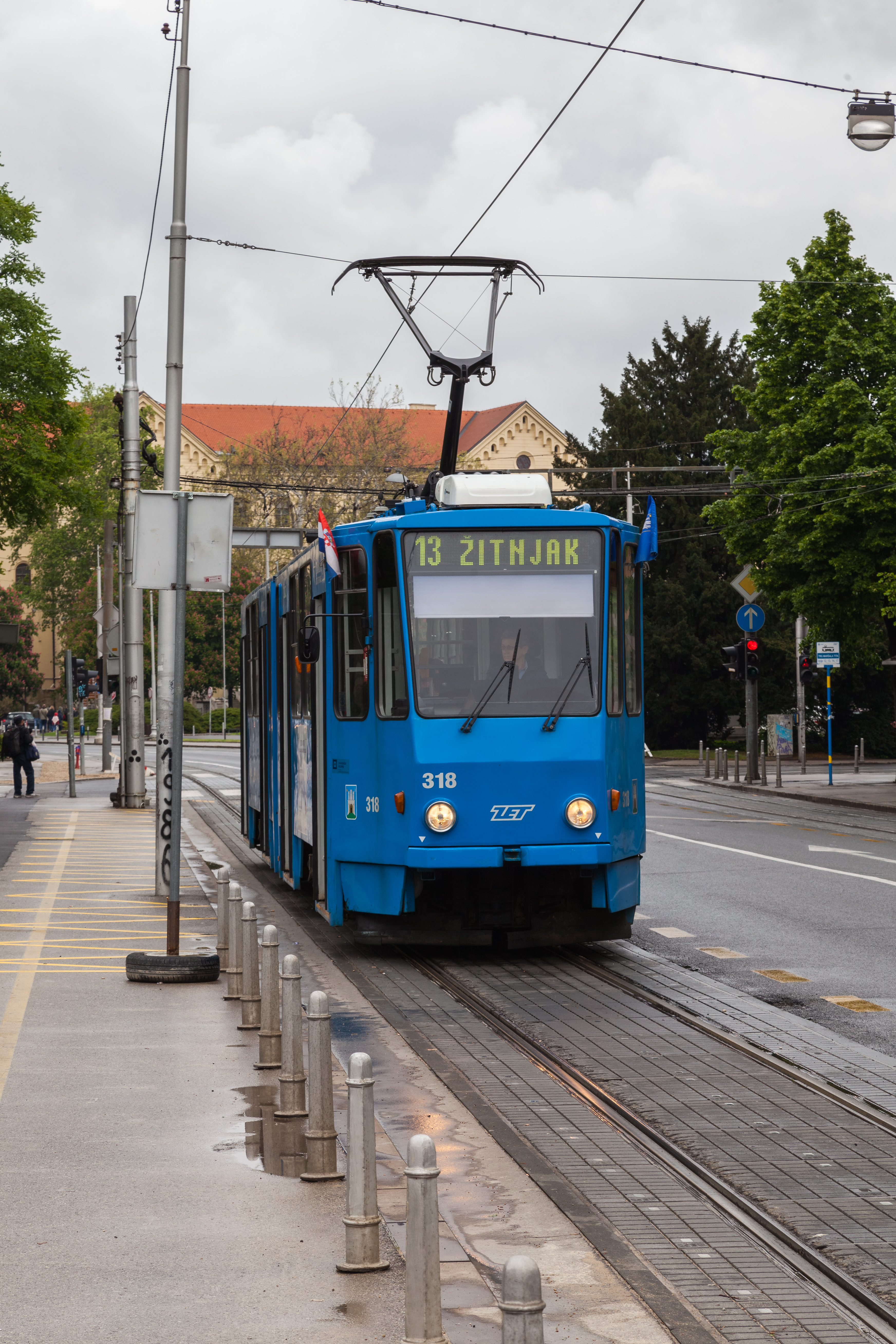
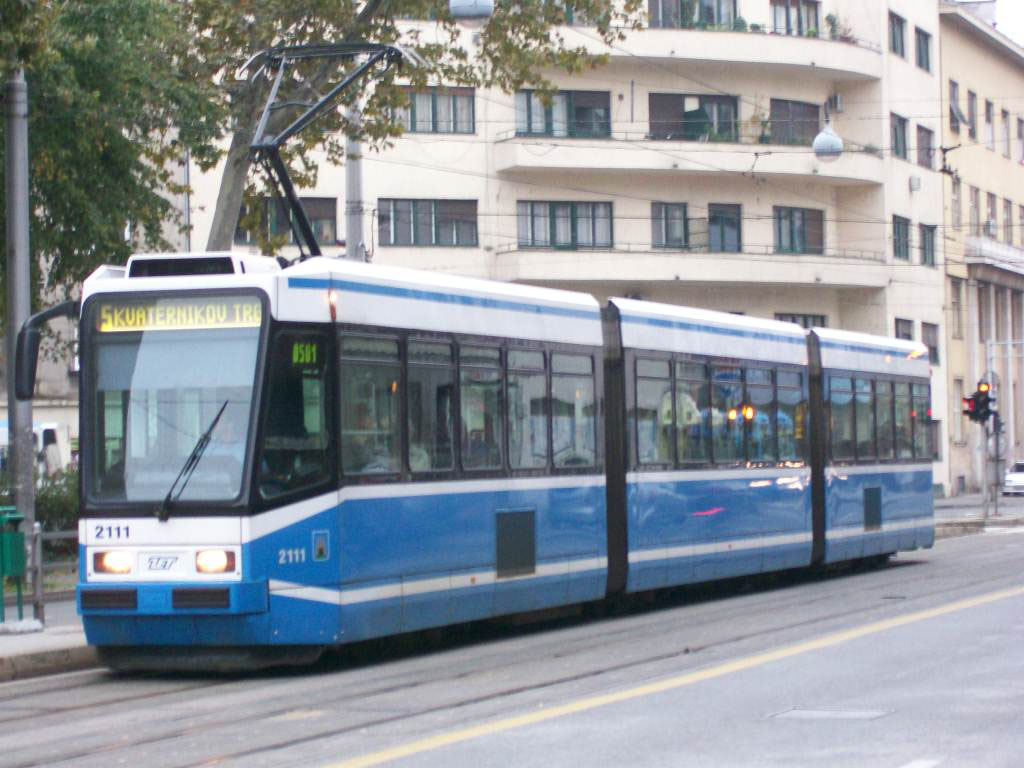
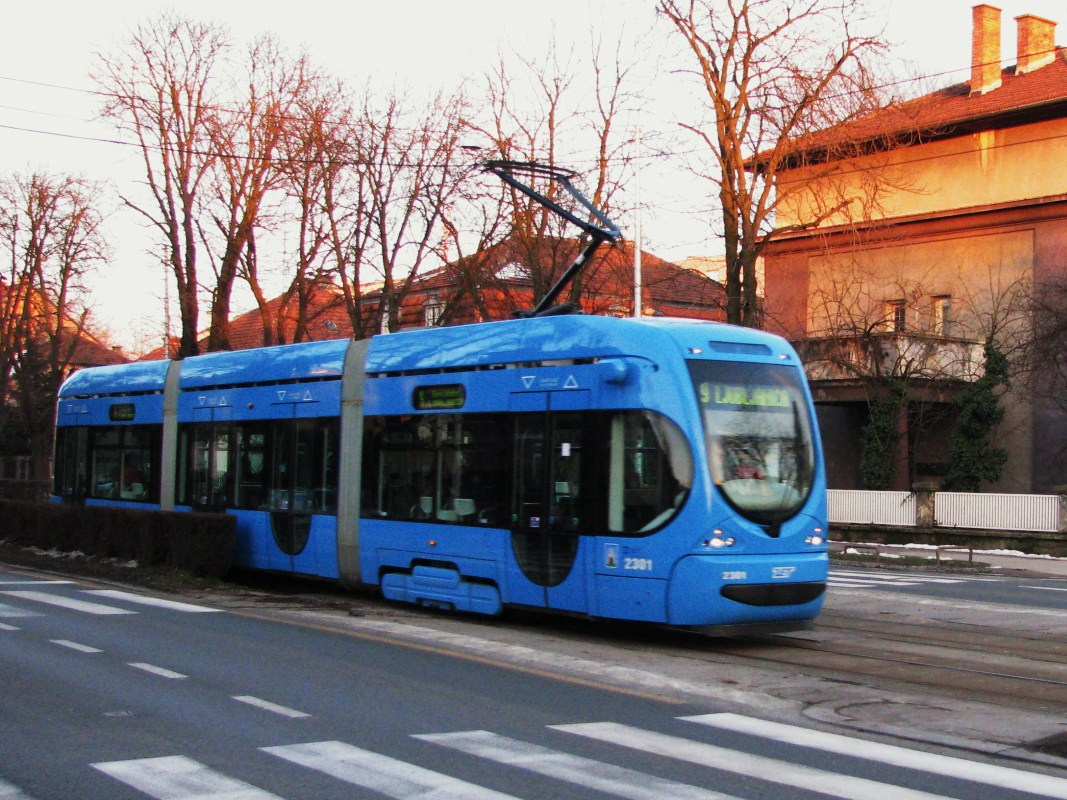